# ستيف ديفيس (لاعب كرة قدم بريطاني)
ستيف ديفيس (بالإنجليزية: Steve Davis)‏ (26 يوليو 1965 ببرمنغهام في المملكة المتحدة - ) هو مدرب كرة قدم ولاعب كرة قدم بريطاني في مركز الدفاع. شارك مع منتخب إنجلترا تحت 18 سنة لكرة القدم. أما مع النوادي، فقد لعب مع أكسفورد يونايتد وستوك سيتي وماكليسفيلد تاون ونادي بارنسلي ونادي بيرنلي ونادي كرو ألكساندرا ونادي يورك سيتي وNantwich Town F.C. ‏ ونورثويتش فيكتوريا.

## وصلات خارجية
- ستيف ديفيس على موقع قاعدة بيانات كرة القدم.إي يو (الإنجليزية)
- ستيف ديفيس على موقع Soccerbase.com (لاعب) (الإنجليزية)
- ستيف ديفيس على موقع Soccerbase.com (مدرب) (الإنجليزية)
- ستيف ديفيس على موقع Soccerway.com (الإنجليزية)
- ستيف ديفيس على موقع عالم كرة القدم.نت (الإنجليزية)